# Amazon MGM Studios
 (транскр.  Амазон Ем-Џи-Ем стјудиос) америчка је продуцентска кућа чији је власник Amazon. Специјализована је за развој телевизијских серија и дистрибуцију и продукцију филмова. Покренут је крајем 2010. Садржај се дистрибуира кроз биоскопе и Prime Video, услугу дигиталног видео преноса предузећа Amazon и конкурент је услугама као што су Netflix и Disney+.